# Julio Seixo
Julio Seixo (ur. 18 października 1980 w Viana do Castelo) – portugalski wioślarz.

## Osiągnięcia
- Mistrzostwa Świata Juniorów – Linz 1998 – czwórka bez sternika – 7. miejsce[1].
- Mistrzostwa Świata – Eton 2006 – czwórka bez sternika – 17. miejsce[1].
- Mistrzostwa Świata – Monachium 2007 – czwórka bez sternika – 19. miejsce[1].
- Mistrzostwa Europy – Poznań 2007 – czwórka bez sternika – 9. miejsce[1].